# كارل بلايند
كارل بلايند (بالألمانية: Karl Blind) (و. 1826 – 1907 م) هو صحفي، وسياسي، وكاتب ألماني، ولد في مانهايم، توفي في لندن، عن عمر يناهز 81 عاماً، بسبب قصور القلب.